# Kristoffer Eriksen Sundal

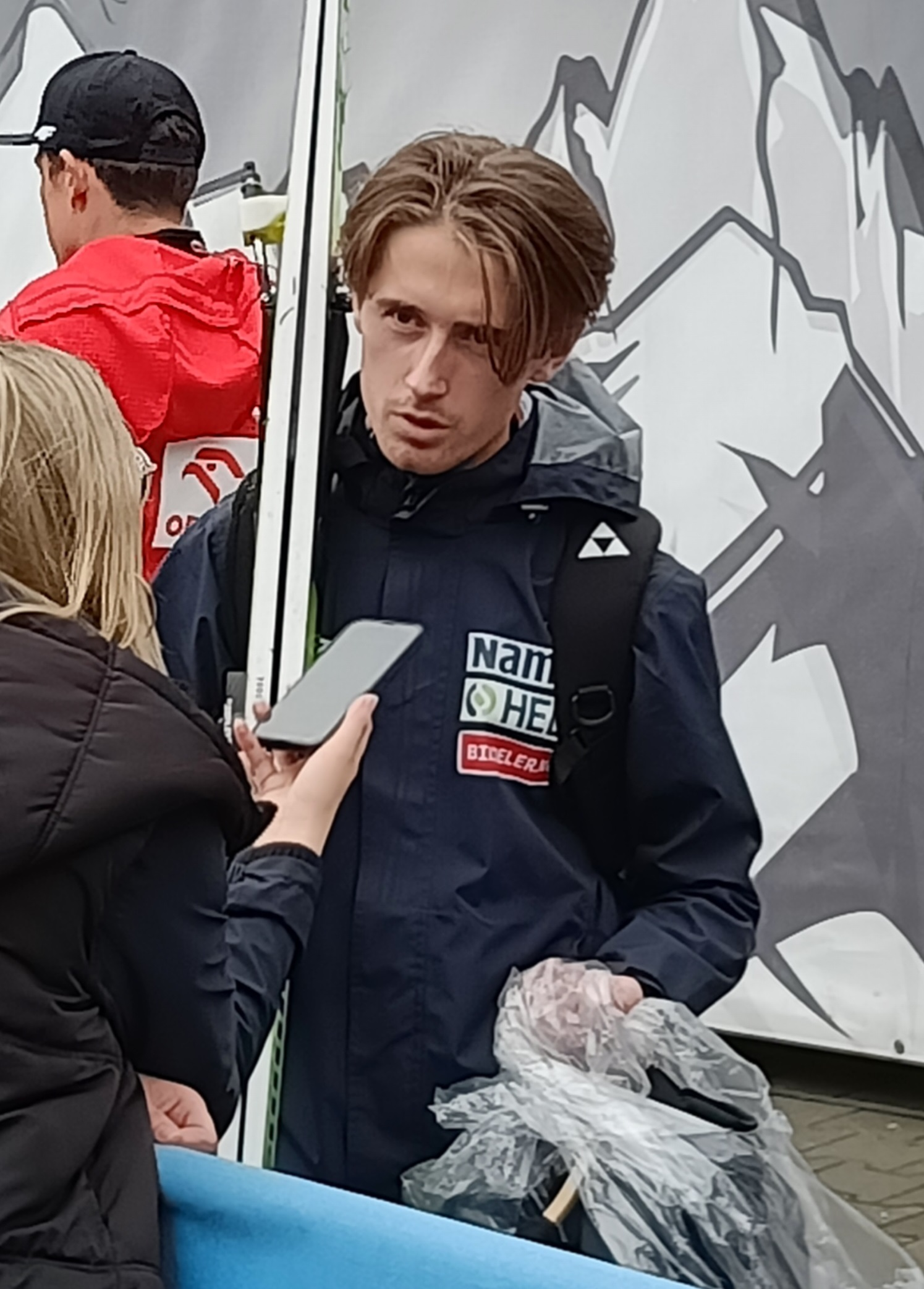
Kristoffer Eriksen Sundal, 2024.

Kristoffer Eriksen Sundal, född 2 februari 2001 i Oslo, är en norsk backhoppare som tävlat i världscupen sedan 2022. Han representerar klubben Idrettslaget Koll.

## Karriär
I världscupen har Sundal tagit elva pallplatser, varav tre individuella och åtta i lagtävlingar. I april 2025 väntade han fortfarande på sin första individuella seger. Sundal deltog både i Världsmästerskapen i nordisk skidsport 2023 i Planica där det blev en silvermedalj med det norska laget i herrarnas lagtävling, en artonde plats i stor backe och en tjugoförsta plats i normal backe. 
Sundal uppmärksammades också för en farlig incident som inträffade i november 2024 i Lillehammer när en reklamskylt föll på honom när han gjorde sig redo för sitt hopp. Trots missödet fick han till ett skapligt hopp.
På hemmaplan vid Världsmästerskapen i nordisk skidsport 2025 i Trondheim tog Sundal en tredje plats med det norska laget i herrarnas lagtävling, tog sig inte vidare till final i normal backe och blev diskvalificerad i stor backe efter att ha hoppat med för långa skidor. Samtliga resultat från norska backhoppare vid mästerskapet är dock under utredning på grund av en omfattande skandal där Norge anklagats för systematiskt fusk med dräkter och bindningar under mästerskapet. Sundal stängdes av från internationella tävlingar av internationella skidförbundet den 13 mars 2025, men avstängningen lyftes den 1 april 2025, medan avstängningen mot de involverade norska ledarna kvarstod.